# Vasyl Morhoč
Vasyl Morhoč, cyrilicí Василь Моргоч, rumunsky Vasile Morgoci, byl rakouský politik z Bukoviny, během revolučního roku 1848 poslanec Říšského sněmu.

## Biografie
Roku 1849 se uvádí jako Basilius Morgotz, majitel hospodářství v obci Kicman.
Během revolučního roku 1848 se zapojil do veřejného dění. Ve volbách roku 1848 byl zvolen i na ústavodárný Říšský sněm. Zastupoval volební obvod Kicman. Tehdy se uváděl coby majitel hospodářství. Náležel ke sněmovní pravici.
Patřil mezi tři bukovinské poslance rusínské (ukrajinské) národnosti. V jiném zdroji je označen za porusínštělého Rumuna. Ovšem jeho parlamentní kolega Miron Ciupercovici ho popisoval jako „Rusína, který neuměl ani slovo moldavsky“ („rus şi nici nu ştie nici o vorbă moldovenească“). Historik H. F. van Drunen upozorňuje, že vzhledem k nízké úrovni vzdělání byla většina bukovinských poslanců národnostně spíše nevyhraněná. Morhoč nebyl (jako většina poslanců z Bukoviny) gramotný. Nepodpořil zemskou petici (Landespetition), se kterou se někteří představitelé Bukoviny dostavili za císařem do Olomouce a žádali ho o obnovení zemské samosprávy a oddělení Bukoviny od Haliče. Zemskou petici totiž venkovské obyvatelstvo zčásti vnímalo jako projekt místní šlechty, mající omezit rolnické reformy.